# 7-es busz (Miskolc)
A miskolci 7-es buszjárat Miskolc belvárosa és a szomszédos Felsőzsolca kapcsolatát látja el.

## Története
1966-ig a Dózsa György útról indult. Jelenlegi útvonala 1966. június 1-je óta nagyjából változatlan, 1985 és 2006 között érintette a Selyemrét megállót, az akkor megszűnt 7A betétjáratot pótlandó. Felsőzsolcán útvonala fokozatosan hosszabbodott, 1973-ig a Hősök teréig, 1978-ig a Kossuth utcáig járt, azóta a jelenlegi buszfordulóig. Ma már az MVK Zrt. egyetlen járata, ami szomszédos településre megy (az 1950-es években Kistokajba és Szirmabesenyőbe is városi járatok indultak). A közigazgatási határon túli útszakasza csak buszjeggyel vagy külön erre a járatra érvényes bérlettel használható.
2010. elején bejelentették, hogy Felsőzsolcán további öt új buszmegállót építenek, így megnövekszik a busz menetideje, valamint hosszabb lesz az útvonala, mivel a városban körbe fog járni. 2011. november 30-án megtörtént az új buszútvonal átadása. A megváltozott útvonal 2012. február 16-tól valósult meg. Egyes járatok az Auchan áruház érintésével közlekednek és ilyenkor a Búza tér irányába nem érintik a Keleti kapu megállóhelyet.
A két állomás közti távot odafelé 19, visszafelé 21 perc alatt teszi meg.
2019-ben – a lakosság kérésére – napi három, az Auchan Borsod érintésével közlekedő járat érintette a Bajcsy-Zsilinszky utca és Selyemrét megállókat, 2020. január 1-től pedig minden járat ezen az útvonalon közlekedik annyi eltéréssel, hogy az Üteg utca megállóhelyet is érintik. Így a Baross Gábor utca megállót már csak egy irányban érinti a járat.

## Követési ideje
Hétköznap reggel és délután 15-20 percenként,többi időszakban fél óránként közlekedik.
Hétvégén egész nap fél óránként közlekedik.

## Útvonala
| Búza tér – Felsőzsolca | Felsőzsolca – Búza tér |
| --- | --- |
| - Búza tér - Zsolcai kapu - József Attila út - 3-as számú főút - Zsolcai bekötőút - Kassai utca - Hősök tere - Kassai utca - Dózsa György út - Árpád fejedelem útja - Felsőzsolca | - Felsőzsolca - Árpád fejedelem útja - Kodály Zoltán utca - Kazinczy Ferenc utca - Ongai utca - Kassai utca - Zsolcai bekötőút - 3-as számú főút - József Attila út - Zsolcai kapu - Búza tér |

## Megállóhelyei
| 0  | Búza tér végállomás     | 21 | 1, 3, 3A, 4, 11, 20, 20A, 20B, 24, 28, 32, 43, 44, 45 Volánbusz |
| 0  | Búza tér / Zsolcai kapu | 21 | 1, 3, 3A, 4, 11, 20, 20A, 20B, 24, 28, 32, 43, 44, 45 Volánbusz |
| 1  | Bajcsy-Zsilinszky út    | 20 | 1, 3, 4                                                         |
| 2  | Selyemrét               | 19 | 1, 2 1, 3, 21, 30, 31, Auchan 1                                 |
| 3  | Üteg utca               | 18 | 8, 101B                                                         |
| 4  | Baross Gábor utca       | ∫  | 8                                                               |
| 4  | Szondi György utca      | 17 | 101B, Auchan 1                                                  |
| 6  | Fonoda utca             | 16 |                                                                 |
| 8  | Sajó utca               | 14 |                                                                 |
| 9  | Felsőzsolcai elágazás   | 12 |                                                                 |
| 11 | Keleti kapu             | 11 |                                                                 |
| 13 | Hősök tere              | 8  |                                                                 |
| 15 | Kassai utca             | 6  |                                                                 |
| 16 | Dózsa György utca       | ∫  |                                                                 |
| 17 | Kossuth Lajos utca      | ∫  |                                                                 |
| ∫  | Temető                  | 5  |                                                                 |
| ∫  | Toldi Miklós utca       | 4  |                                                                 |
| ∫  | Kertekalja utca         | 2  |                                                                 |
| ∫  | Bartók Béla utca        | 1  |                                                                 |
| 19 | Felsőzsolca végállomás  | 0  |                                                                 |

Megjegyzés: Munkanapokon és szombaton a járatok óránként az Auchan Borsod áruházi betéréssel közlekednek.